# نمک‌آبرود

نمایی از ویلاهای شهرک توریستی تفریحی نمکاب‌رود در استان مازندران

نمک آبرود، از بزرگترین شهرک‌های ایران و خاورمیانه، شهرکی ویلایی گردشگری در شهرستان چالوس استان مازندران ایران است.

## پیشینه
به گزارش علی بن حسین مسعودی در چالوس دژی استوار بود که پادشاهان ایران بنیان نهاده بودند و پیوسته لشکری در برابر دیلمیان می‌نشاندند تا اهالی دیلمان را از یورش به طبرستان بازدارد.
دژ چالوس توسط اسپهبدان طبرستان برای جلوگیری از تعرضات دیلمیان به چالوس در منطقه نمکاب‌رود بنا شد. این دژ تا عصر علویان طبرستان پابرجا ماند و پس از تسلط علویان طبرستان بر دیلمان و شرق گیلان در زمان ناصر للحق اطروش علوی دژ چالوس تخریب شد. یاسنت لویی رابینو نیز از مکانی با نام نورودسر در نزدیکی نمکاب‌رود یاد می‌کند، که امروزه نورسر خوانده می‌شود.
براساس کتاب تاریخ طبرستان و رویان و مازندران، حدود رستمدار، از سی‌سنگان تا نمکاوه‌رود بوده‌است.

## شهرک‌سازی
طرح اولیهٔ شهرک به وسیلهٔ مهندسین مشاور داض، چرخاب و هوارد همفری تهیه شده است.
در گزارش هوارد همفری فرض بر این بوده‌است که جاده چالوس – رامسر منطقه را به دو بخش شمالی و جنوبی تقسیم می‌کند که بخش جنوبی جاده اختصاص به ویلاسازی داشته و بخش شمالی آن هتل‌هایت چالوس و قسمت پیشنهادی مارینا و تأسیسات مربوط و مجتمع آپارتمانی را شامل می‌شد.

احداث این شهرک دو هدف عمده را مد نظر دارد:
- ایجاد یک شهر اقامتگاهی – تفرجگاهی برای جذب جمعیت غیر ساکن شهرستانهای نوشهر و چالوس
- جذب سر ریز جمعیت شهرهای چالوس و نوشهر

با توجه به موارد یادشده، احداث شهرک نمکاب‌رود تصویب شد و در تاریخ ۱۳۶۷/۱۰/۷ مصوبهٔ مذکور توسط وزارت مسکن و شهرسازی ابلاغ گردید. صدور پروانه احداث شهرک نمکاب‌رود در سال ۱۳۶۶ با استناد به همین مصوبه انجام گرفته‌است. محدوده اراضی طرح با استناد به اسناد موجود که با مندرجات پروانه صادره نیز هماهنگ است، در نقشهٔ شماره ۱–۱ نشان داده شده‌است.
از نظر جمعیت پیش‌بینی شده برای شهرک، مهندسین مشاور چرخاب با استفاده از گزارش مهندسین مشاور داض تعداد کل جمعیت واحدهای مسکونی (ویلاها آپارتمان‌ها) و هتل و متل را جمعاً ۲۰٬۰۰۰ نفر برآورد نموده‌است در حالی که درگزارش هوافرد همفری تعداد جمعیت ۲۳٬۳۵۰ نفر برآورد شده‌است. در طرح تجدید نظر شده توسط مهندسین مشاور طرح و بنا تعداد جمعیت ۴۶٬۵۰۰ نفر یا حدود ۵۰٬۰۰۰ نفر پیش‌بینی شده‌است که بیش از دو برابر ارقام قبلی است. در طرح هوافرد همفری برای شهرک نمک‌آبرود اکثر خانه‌ها مخصوص تعطیلات تصور شده‌اند، لذا تعداد جمعیت در طول سال متغیر فرض شده‌است.
در سال ۱۳۶۴ برای بخشی از محدوده اراضی نمکاب‌رود طرح توسعه تهیه گردیده‌است. این طرح بر اساس ساختار شبکه اصلی خیابان‌های موجود شکل گرفته‌است که متشکل از یک حلقه اصلی و خیابان‌های ارتباطی فرعی است. حلقه اصلی به قطعات مسکونی پیوند می‌خورد. این حلقه در گوشه جنوب شرقی قطع شده‌است و جهت تکمیل راه‌های ارتباطی یک بلوار جنوبی شمالی- جنوبی در مرکز شهرک به عنوان مرکز محور مجهز شهری با عرض متوسط ۳۰۰ متر جهت ارائهٔ خدمات مورد نیاز در مقیاس ناحیه و با نظور نمودن جمعیت سربار ناشی از بازدیدکنندگان پیش‌بینی شده‌است که حدود ۵۳ هکتار وسعت دارد. این بلوار به محله‌های مسکونی پنجگانه شهرک که در دو نوار غربی و شرقی در طرفین ناحیه مرکزی قرار گرفته‌اند، سرویس می‌دهد.

## تقسیمات جغرافیایی
شهرک نمکاب‌رود که در دوازده‌کیلومتری غرب چالوس واقع شده قسمتی از اراضی منطقه را با وسعت تقریبی ۶۵۰ هکتار در بر می‌گیرد.
 حد شمالی این اراضی را دریای مازندران و حد جنوبی آن را ارتفاعات مدوبن (از بلندی‌های البرز مرکزی) تشکیل داده‌است. وجود پارک‌های جنگلی بنفشه و شمشاد در قسمت شمالی این مجموعه با وسعت تقریبیِ ۲۰۰ هکتار مناظر بدیعی را در این قسمت از اراضی به وجود آورده‌است. ضمن آنکه در جنوب این اراضی دامنه کوه مدوبن به صورت جنگلی فشرده و با جاذبه‌های بصریِ فوق‌العاده واقع شده‌است.
مناطق مسکونی شهرک یعنی محله‌های پنجگانه یاد شده دارای مساحتی بالغ بر ۲۳۰ هکتار می‌باشد. محله شمار چهار در جنوب محله شماره یک قرار دارد. محله پنج نیز در گوشه جنوب شرقی و در منتهی‌الیه جنوبی شهرک قرار گرفته‌است. محله‌های یاد شده هر کدام دارای یک مرکز محله هستند که خدمات مرکز محله‌ای در این مراکز پیش‌بینی شده‌است. این مراکز به نحوی طراحی گردیده تا ارتباط مستقیم سواره با مرکز شهرک برقرار باشد.
در جنوبی‌ترین حد مرکز خدمات شهری و در طرفین این نوار در منتهی‌الیه جنوب شهرک دو ناحیه در مجاورت محله‌های شماره ۴و ۵ جهت منطقه مسکونی گردشگری (در مجاورت محله ۵) و دومی (در مجاورت محله ۴) ناحیه‌ای (به عنوان محله شماره ۶) با مشخصات تراکم ویژه (۹۰۰ نفر در هکتار) با خصوصیات بلوک‌های مسکونی ۴ تا ۸ طبقه پیش‌بینی شده‌است. در شمالی‌ترین قسمت شهرک نواحی مجاور محله‌های ۲و۱ منطقه وسیعی (حدود ۹۵ هکتار) جهت مراکز تفریحی – ورزشی در شمال غربی و هتل و متعلقات توریستی در شمال شرقی در نظر گرفته شده‌است.
نمکاب‌رود به دو بخش گردشگری و مسکونی تقسیم شده‌است. بخش مسکونی در ۸ محله برای جمعیتی توریستی تا یکصد هزار نفر طراحی شده‌است و معابر ورودی محلات مسکونی از سایر نقاط شهرک جدا شده‌است. بخش گردشگری امکانات تفریحی فراوانی دارد مانند تله کابین خط ۱ و ۲ - سورتمه - پل چوبی - کارتینگ - پارک ماجراجویی - شهر بازی - زیپ لاین - شیر دریایی - باشگاه تیراندازی - موتور ۴ چرخ - دیو حمام و غیره.

## مردم‌شناسی

### جمعیت
جمعیت نمکابرود در سرشماری سال ۱۳۸۵، ۳۵۴ نفر (۷۱ خانوار) بوده است.

### زبان
مردم نمک‌آبرود به زبان طبری و فارسی سخن می‌گویند.

## اقلیم آب و هوایی
نمک‌آبرود به دلیل مجاورت با دریای مازندران از آب و هوایی معتدل و مرطوب برخوردار است و حداکثر دمای آن در فصل تابستان ۳۳ درجه سانتیگراد می‌باشد. این میزان در فصول سرد سال به منفی ۱ درجه سانتیگراد کاهش می‌یابد.

## جاذبه گردشگری

### تله کابین نمکاب‌رود

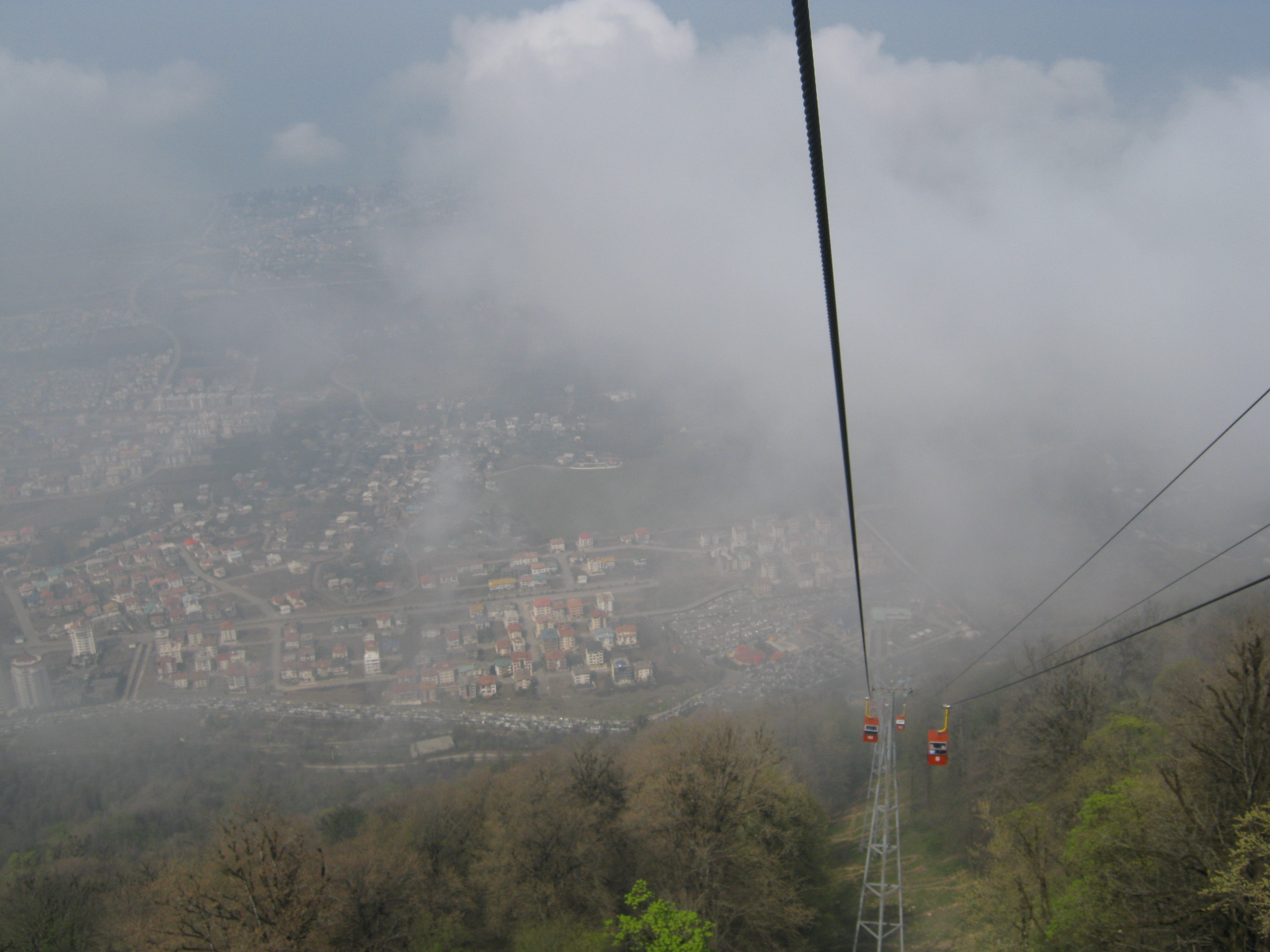
تله کابین نمکابرود

نمکاب‌رود دارای ۲ خط تله کابین با ارتفاع ۷۰۰ متری از سطح دریا می‌باشد که به بالای ارتفاعات البرز مرکزی در دل کوه مدوبن و جنگل‌های هیرکانی می‌رود.
چندین رستوران و امکانات تفریحی در بالای قله مدوبن وجود دارد که نیازهای گردشگران را برآورده می کند.

### سورتمه نمکاب‌رود
اولین سورتمه احداث شده در ایران می‌باشد و از جذاب ترین تفریحات مجموعه توریستی نمکاب‌رود به شمار می رود. این سورتمه با مسیر ۱۲۵۰ متری و با حداکثر سرعت ۲۵ کیلومتر بر ساعت، از میان درختان زیبا و جنگل ابر نمکاب‌رود عبور می کند.

### پل چوبی نمکاب‌رود
پل چوبی یا پل معلق نمکاب‌رود با طول مسیر ۱۵۰ متری بر روی دره ای با ارتفاع ۴۵ متر از سطح زمین قرار دارد. این مسیر از دل جنگل ابر می‌گذرد و گاهی ممکن است هوا مه آلود باشد و هیجان گذشتن از آن بیش تر شود.

### پارک جنگلی نمکاب‌رود
این پارک بیش از ۲۰۰ هکتار مساحت دارد و مانند سایر پارک‌های جنگلی، درختان خودرو و انبوهی را درخود جای داده‌است. گونه‌های مختلف گیاهان شمشاد آن بیش از ۷۰۰ سال برآورد گردیده‌است. پارک نمکاب‌رود با طبیعت بکر و وحشی، ضمن حفظ سیستم‌های اکولوژیکی به عنوان یکی از پارک‌های جنگلی زیبای جهان محسوب می‌شود.

### دیو حمام
در قله مدوبن و انتهای دو خط تله کابین نمکابرود چهار پدیده خارق العاده اساطیری و زمین شناسی به نام دیو حمام یا چاله دیو وجود دارد. این گودال های عمودی ۳۵ متری دارای صخره های سفیدی بوده و از پوشش های خزه ای برخوردار می باشند.
طبق مشخصات، این بنا یک پدیده زمین شناسی فرسایشی به شمار نمی آید. بر اساس باور مردم محلی، این چاله ها خزینه یا حمام دیوان بوده اند.

## طرح استان جدید به مرکزیت نمک آبرود
در سال ۱۳۹۸ طرح تشکیل استان مازندران غربی (رویان) به مرکزیت نمک آبرود پیشنهاد شده‌است. اگر قرار باشد این استان شکل بگیرد، شهرستان‌های رامسر، تنکابن، عباس‌آباد، کلاردشت، چالوس، نوشهر و نور از استان مازندران جدا می‌شوند و با مرکزیت نمک آبرود استان رویان را تشکیل می‌دهند. زمزمه‌های شکل‌گیری استان مازندران غربی اولین بار در همایش توسعه علمی غرب مازندران مطرح شد. دلیل ایجاد این استان فاصله زیاد غرب مازندران تا مرکز استان و عدم رسیدگی مشکلات مردم منطقه در مرکز استان اعلام شده بود.